# Liste des jötnar
Cette page dresse une liste des jötnar issus de la mythologie nordique.

## Liste

### A
- Ægir
- Angeyja (en)
- Angrboda
- Atla
- Aurboda est peut-être la fille du géant Hrímnir (en) et de Hyrja, selon certaines sources.Son nom est issu des termes vieux norrois aurr « boue », éventuellement « gravier » et boða « enchérisseur (féminin), soumissionnaire ». Aurr se retrouve également en tant que premier élément du nom d'un autre géant, Aurgelmir, en raison du lien fort qu'ont les géants avec la terre[1]. Aurboda est aussi le nom de l'une des neuf vierges qui servent Menglöd dans les Fjölsvinnsmál (38). Elle est l'épouse de Gymir et la mère de Gerd (Hyndluljód, 30, Gylfaginning, 37) et Beli.
- Aurvandil

### B
- Baugi est un géant de la mythologie nordique. Il est le frère de Suttung. On peut lire dans l'Edda de Snorri que le dieu Ase Odin aurait abusé Baugi afin de dérober l'Hydromel poétique détenue par Suttung.
- Beli est un géant tué par le dieu Freyr à l'aide d'un bois de cerf. Dans les Kennings, Freyr est souvent appelé « bani Belja » (le tueur de Belis). Il est supposé qu'il est le frère de Gerd.[réf. nécessaire]
- Bergelmir est un géant, petit-fils d'Ymir et fils de Thrudgelmir. Il est, avec son épouse, le seul survivant parmi les enfants d'Ymir au raz-de-marée de sang. Il survécut grâce à une barque quand Ymir fut tué et jeté dans le Ginunugagap par Odin et ses frères[2] Vili et Vé. Il est donc le père de la seconde race des jötnar.
- Bestla est une géante dont la signification du nom est incertaine (il pourrait être « épouse » ou « écorce »[3]). Selon Snorri Sturluson (Gylfaginning, 6), elle épouse Bur (ou Bor), fils du premier dieu Búri. Ensemble, ils eurent trois fils, les premiers dieux Ases, Odin, Vili et Vé. En poésie scaldique, Odin est parfois désigné par la kenning « fils de Bestla » (son Bestlu), par exemple dans la Vellekla d'Einar skálaglam. D'après les Hávamál (140), Bestla a un frère (peut-être Mímir selon certaines sources[4],[5]). Odin tiendrait de cet oncle maternel une partie de sa sagesse et de sa magie[6].
- Billingr
- Bolthorn (en vieux norrois : Bolþorn), également connu sous le nom de Bölþor, est un jötnar, père de Bestla et Mímir. Son rôle dans la mythologie nordique n'est pas clair. Il fait partie des géants qui vivaient avant la création du monde. Il est le petit fils ou un des descendants d'Ymir.
- Brímir, voir Ymir
- Býleist (ou Býleistr[7]) est le frère de Loki. Snorri Sturluson, dans sa Gylfaginning (34) dit de Loki que « ses frères sont Býleist et Helblindi », et plusieurs textes eddiques emploient la kenning « frère de Býleist » (bróðir Býleists) pour désigner Loki (Völuspá, 51; Hyndluljód, 40; Skáldskaparmál, 16). S'agissant de l'étymologie, les rapprochements avec les noms leiptr (« éclair ») et bylr (« rafale », « bourrasque ») n'offrent pas d'explication convaincante[8].

### D
- Dúrnir (en)

### E
- Eggthér

### F
- Farbauti (en vieux norrois : Fárbauti, « dangereux frappeur », désignant la foudre[9]): Avec Laufey, père de Loki, Býleist et Helblindi. L'authenticité de cette généalogie est attestée car elle est mentionnée par deux poèmes scaldiques du Xe siècle : la Haustlong de Thjódólf des Hvínir (5) et la Húsdrápa d'Ulf Uggason. Elle est reprise par Snorri Sturluson qui, dans son Edda (Gylfaginning, 33 ; Skáldskaparmál, 23), précise qu'il s'agit d'un géant.
- Fenja
- Fornjót

### G
- Gilling (hurleur, [10] en lien avec le vieux norrois gjalla (crier[11])) : père de Suttung et de Baugi, il fut tué par les nains Fjalar et Galar. Ces derniers retournèrent sa barque au milieu d'un lac et s'accrochèrent à l'épave jusqu'à la rive pendant que Gilling coulait. Ils tuèrent ensuite sa femme d'une pierre sur la tête pour arrêter ses gémissements.

### L
- Leikn est une géante dont les os sont brisés par Thor selon Vetrliði Sumarliðason[12]. On retrouve son nom dans des kenningar de plusieurs poètes : Hallfreðr vandræðaskáld parle de « cheval de Leiknr » (« hestr Leiknar  ») pour désigner un loup[13], et Hallvarðr háreksblesi appelle le corbeau « faucon de la Leikn des pointes » (« haukr Leiknar odda »)[14].

### M
- Módgud (Móðguðr) est la géante qui garde le pont Gjallarbrú et demande à chaque passant comment il s'appelle et ce qu'il veut. Elle permet aux morts nouvellement morts d'utiliser le pont pour traverser d'un côté de la rivière Gjöll à l'autre si l'âme déclare son nom et son commerce, et éventuellement empêche les morts au-delà de la rivière de revenir par le biais de Gjöll dans les terres des vivants.

### O
- Ölvaldi (ou Alvaldi, « celui qui est tout puissant » en vieux norrois) est un jötunn, père des géants Þjazi, Gangr et Idi[15], et par conséquent le grand-père de Skaði. Selon le Skáldskaparmál, Ölvaldi possédait beaucoup d'or et quand il mourut, ses trois fils partagèrent son héritage en prenant « chacun autant d'or que leur bouche pourrait en contenir ». Cela a notamment donné l'expression « parole de Þjazi, Gangr ou Iði » (pour « la parole est d'or »), ainsi que le kenning « bouchée des géants » pour désigner l'or.

### V
- Vagnhöfdi (ou Wagnhoftus en latin) est un géant, père de Hardgreip (Harthgrepa)[réf. nécessaire].